# Плеснееды

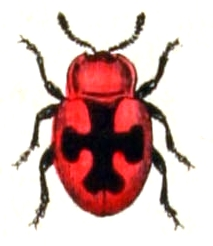
Mycetina cruciata

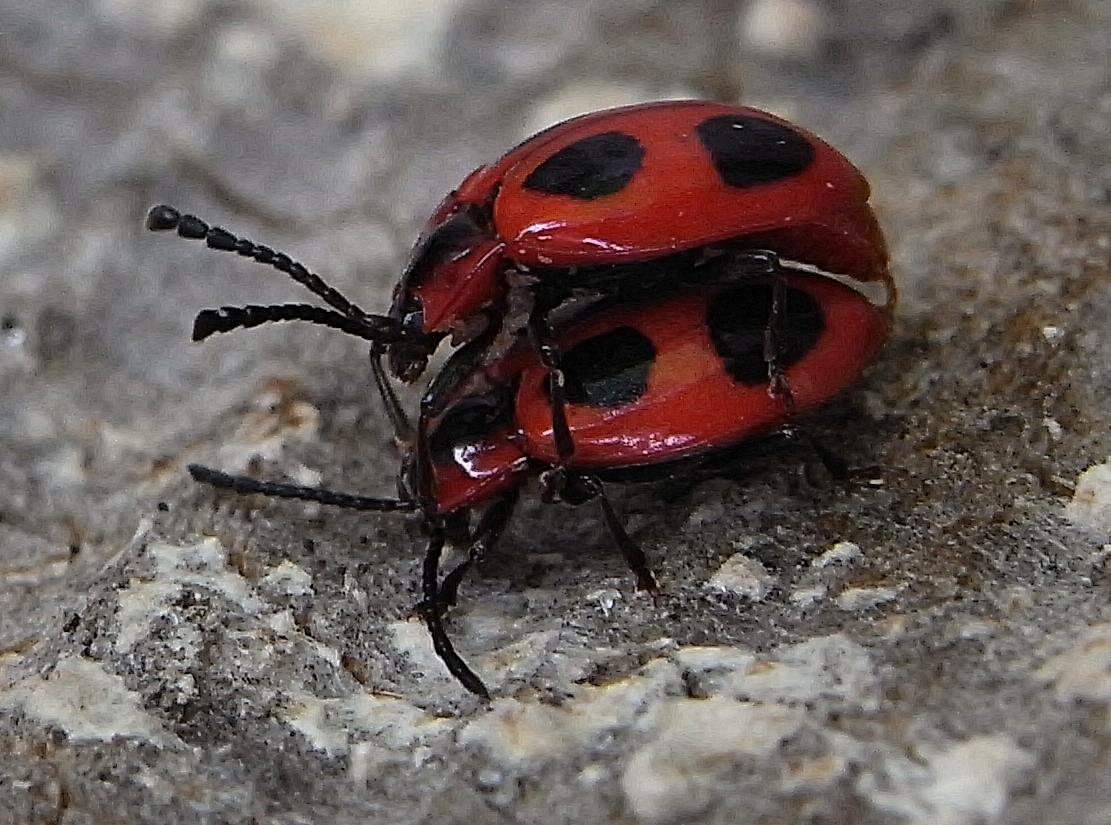
Плеснеед багряный

Плеснееды (лат. Endomychidae) — семейство жуков из надсемейства кукуйоидных (Cucujoidea). Самые ранние находки плеснеедов в ископаемом состоянии относятся к середине мелового периода (бирманский янтарь).

## Описание
Длина имаго 1—18 мм, личинок — 2—10 мм. Антенны обычно 11-члениковые (4—7 члениковые в подсемействе Pleganophorinae и 8—10 члениковые у большинства Anamorphinae) с булавой из 1—3 члеников. Лапки 3-х или 4-члениковые. Чёрные, коричневые, красные или жёлтые; часто с контрастирующими пятнами на переднеспинке и надкрыльях. Некоторые виды мимикрируют в окраске под жуков из семейств Chrysomelidae, Coccinellidae, Erotylidae| и Tenebrionidae. Питаются плесневыми грибами, также известен один хищный вид (Saula japonica) и несколько, предположительно мирмекофилов или термитофилов (Merophysia, Pleganophorus и другие).

## Классификация
Относится к серии семейств Кукуйиформные (Cucujiformia, =Chrysomelomorpha). 12 подсемейств, 130 родов и более 1700 видов и подвидов (Shockley et al. 2009). В Европе 75 видов.

### Подсемейства
- Anamorphinae Strohecker, 1953 (=Mycotheninae)
  - Aclemmysa
  - Clemmus
  - Mychothenus
  - Symbiotes
- Danascelinae Tomaszewska, 2000
- Endomychinae Leach, 1815
  - Плеснееды (род) (Endomychus)
    - Плеснеед багряный (Endomychus coccineus)
- Epipocinae Gorham, 1873
- Eupsilobiinae Casey, 1895 (=Eidoreinae, Cerasommatidiidae)
- Leiestinae C. G. Thomson, 1863
  - Leiestes
- Lycoperdininae Redtenbacher, 1844 (=Eumorphinae)
  - Ancylopus
  - Cacodaemon
  - Dapsa
  - Hylaia
  - Lycoperdina
  - Mycetina
  - Polymus
- Merophysiinae Seidlitz, 1872 (=Holoparamecinae)
  - Cholovocera
  - Displotera
  - Holoparamecus
  - Merophysia
  - Reitteria
- Mycetaeinae Jacquelin du Val, 1857 (=Agaricophilinae)
  - Agaricophilus
  - Mycetaea
    - Mycetaea subterranea
- Pleganophorinae Jacquelin du Val, 1858 (=Trochoideinae)
  - Pleganophorus
- Stenotarsinae Chapuis, 1876
  - Stenotarsus — 250 видов
- Xenomycetinae Strohecker in Arnett, 1962